# 노보체르카스크

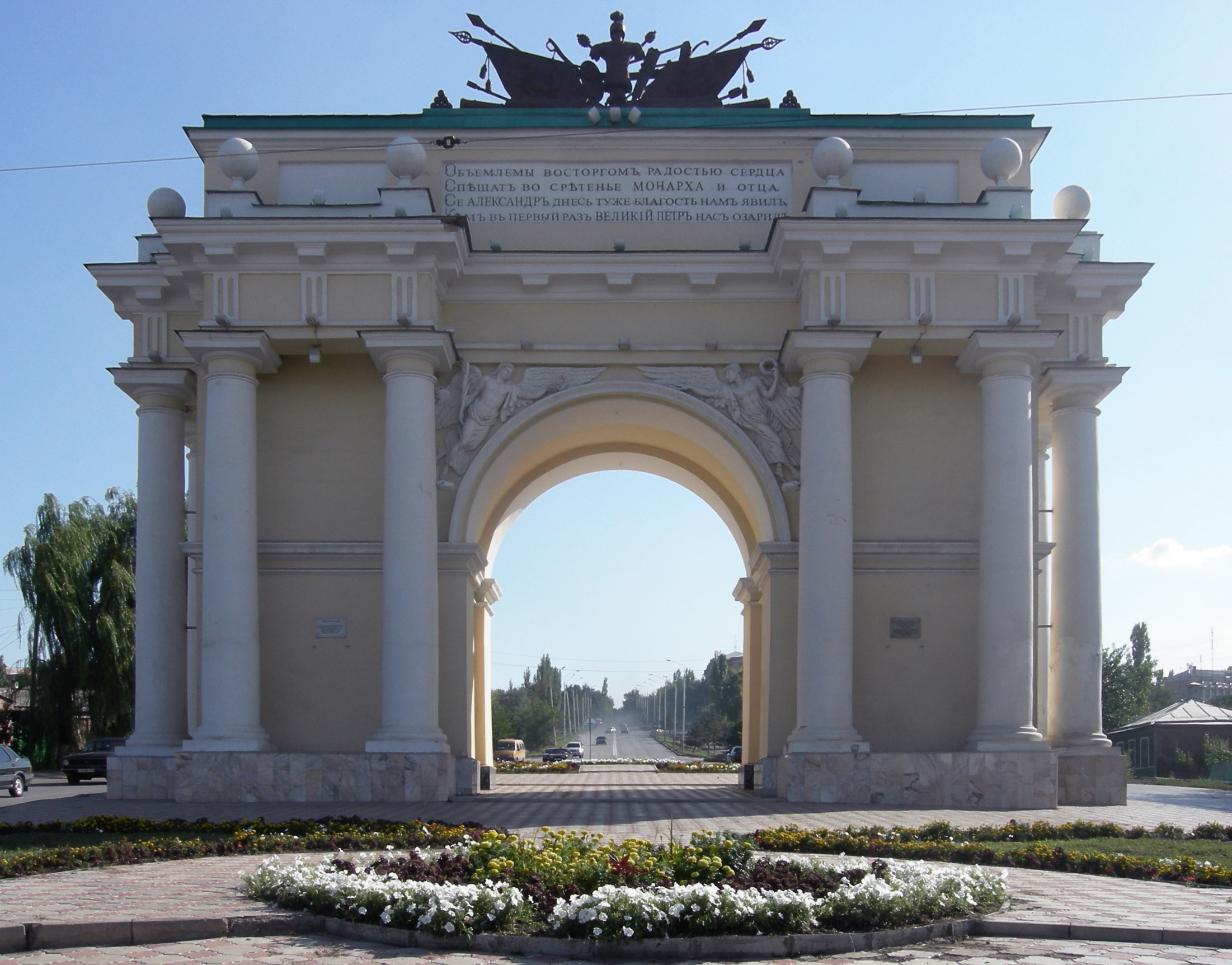
노보체르카스크에 있는 개선문 (나폴레옹을 상대로 승리를 거둔 코사크를 기념하기 위해 건설됨)

노보체르카스크(러시아어: Новочерка́сск)는 러시아 로스토프주에 위치한 도시로, 인구는 170,822명(2002년 기준)이다. 로스토프나도누(로스토프 주의 주도)에서 북동쪽으로 약 30km 정도 떨어져 있고 투즐로프 강 우안과 악사이 강이 합류하는 지점에 위치한다. 1805년 코사크들이 건설했으며 기관차 공장이 들어서 있다.

## 인구
| 연도                | 인구    | ±%     |
| ------------------- | ------- | ------ |
| 1897                | 52,000  | —      |
| 1926                | 62,000  | +19.2% |
| 1939                | 81,000  | +30.6% |
| 1959                | 95,453  | +17.8% |
| 1970                | 162,365 | +70.1% |
| 1979                | 183,055 | +12.7% |
| 1989                | 187,973 | +2.7%  |
| 2002                | 170,822 | −9.1%  |
| 2010                | 168,746 | −1.2%  |
| 2021                | 163,674 | −3.0%  |
| Source: Census data |         |        |

## 자매 도시
- 독일 이절론
- 프랑스 라발레트
- 러시아 크론시타트
- 세르비아 스렘스키카를로브치